# Maschinenmensch
Maschinenmensch (tiếng Đức nghĩa là "robot" hay nghĩa đen là "người máy") là một nhân vật hư cấu trong bộ phim Đô thị của Fritz Lang, do nữ diễn viên người Đức Brigitte Helm thủ vai trong cả hình dạng robot và hóa thân thành người. Cô là một gynoid (nữ robot hoặc android) được tạo ra bởi nhà khoa học Rotwang. Được đặt tên là Maria trong phim và "Futura" trong tiểu thuyết gốc của Thea von Harbou, cô là một trong những người máy đầu tiên được miêu tả trong điện ảnh.